# Prokopp Sándor
Prokopp Sándor István János (Kassa, 1887. május 7. – Budapest, 1964. november 4.) olimpiai bajnok magyar sportlövész, jogász, fővárosi jegyző.

## Életpályája
Édesapja Prokopp Sándor post- és távírótiszt, édesanyja Kosatkó Anna volt. Az apát 1891-ben Budapestre helyezték így a család is oda költözött. Egymást követően több helyen is laktak, így 1897-ben a belvárosi Újvilág (később Semmelweis) utca 3., majd az Irányi utca 7. szám alatt, 1902-ben Kispesten, majd az Üllői út 42. és a Váci utca 58. számok alatt. Eközben az ifjabb Sándor a Károlyi utcai elemi iskolában, majd 1897-től a piarista gimnáziumban tanult, ahol 1905-ben érettségizett. Apjához hasonlóan hivatalnoki pályára készült, így a budapesti tudományegyetem jogtudományi karán tanult tovább, és szerzett jogi doktorátust.
A sportlövészetet a Budapesti EAC-ban kezdte. Már az 1908-as londoni olimpián is indult szabadpuska versenyszámban, de helyezést nem ért el. Az 1912-es stockholmi olimpiai játékokra a pestszentlőrinci Szemere-féle lövöldében készült föl, de eredetileg csak tartalék lett volna. Végül Hammersberg Géza lemondása után Prokoppot indították, aki félig önköltségesen indult a svéd fővárosba. A 300 m-es hadipuska fekvő számában indult, és nagy meglepetésként az amerikai Osburn és a norvég Skogan előtt, tíz lövés után elért 97 pontos eredménnyel megszerezte az olimpiai aranyérmet.
Községünk földesurasága, Szemere Miklós úr őméltósága fejedelmi bőkezűséggel építette meg szentlőrinczi lövőházát, amelyet a héten nagy dicsőség övezett. ifj. Prokopp Sándor jogszigorló, aki a héten Stockholmban megnyerte 150 versenyző közül a 300 méteres czéllövő világbajnokságot, a Szemere- féle czéllövőházban kezdette meg czéllövő gyakorlatait. Minden magyar ember keblét büszke önérzet duzzasztja, hogy a világbajnokságot magyar ifjú nyerte meg, de leginkább büszkesége ez a diadal a szentlőrinczi lövőháznak, amelynek neveltje ifj. Prokopp Sándor.
Későbbi pályafutása során 1913-ban csapata színeiben csapatbajnokságot nyert hadipuskában. 1924-ig volt a magyar sportlövő-válogatott tagja. 1924-ben gyorstüzelőpisztollyal és szabadpisztollyal versenyzett az olimpián, de nem ért el újabb sikereket. Sportolói pályafutása után fiatalokat edzett. 1928-ban a szakszövettség szabályzatát szerkesztette illetve sportlövészettel kapcsolatos kiadványokba írt.
1914-től Budapest főváros árvaszékénél, a közjogi, az anyakönyvi, és  15 éven át a közjótékonysági és szociálpolitikai ügyosztályon dolgozott. 1930-tól kerületi munkát látott el. 1939-ben helyezték vissza a fővároshoz, ahol 1949-ig irányította a jogi ügyeket az Út- és csatornaépítési ügyosztályon. Ebből a pozíciójából 1946-ban eltávolították, de Hajós Alfréd közbenjárásának köszönhetően 1949-es nyugdíjba vonulásáig visszahelyezték.
Fia Prokopp László, unokája Prokopp Dóra mentőorvos, televíziós műsorvezető, újságíró.
Az 1990-es évektől a Szlovák Olimpiai Bizottság Prokoppot kassai születése folytán szlovák olimpiai bajnokként tartja nyilván, annak ellenére, hogy magyar színekben szerepelt.

## Díjai, elismerései
- Budapest XVIII. kerületének díszpolgára

## Kötete
- Prokopp Sándor: A Magyar Országos Céllövő Szövetség rend-, lő- és lőverseny szabályai; Hesz és Végh Ny., Tata, 1928

## Emlékezete
- Emléktáblája áll az egykori lakóhelyén, a Ráday utca 52. szám alatt
- Emléktáblája áll az egykori lőtéren, az Üllői út 452. szám alatt (2012)
- Prokopp Sándor utca Budapest XVIII. kerületében

## Képgaléria

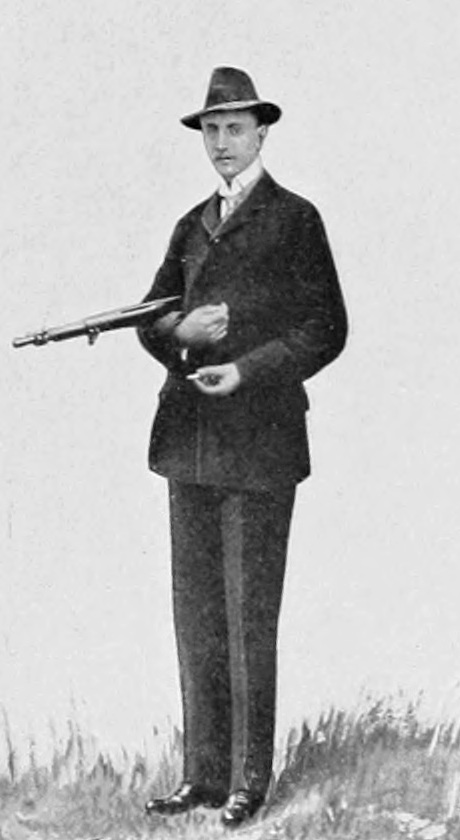
Prokopp Sándor
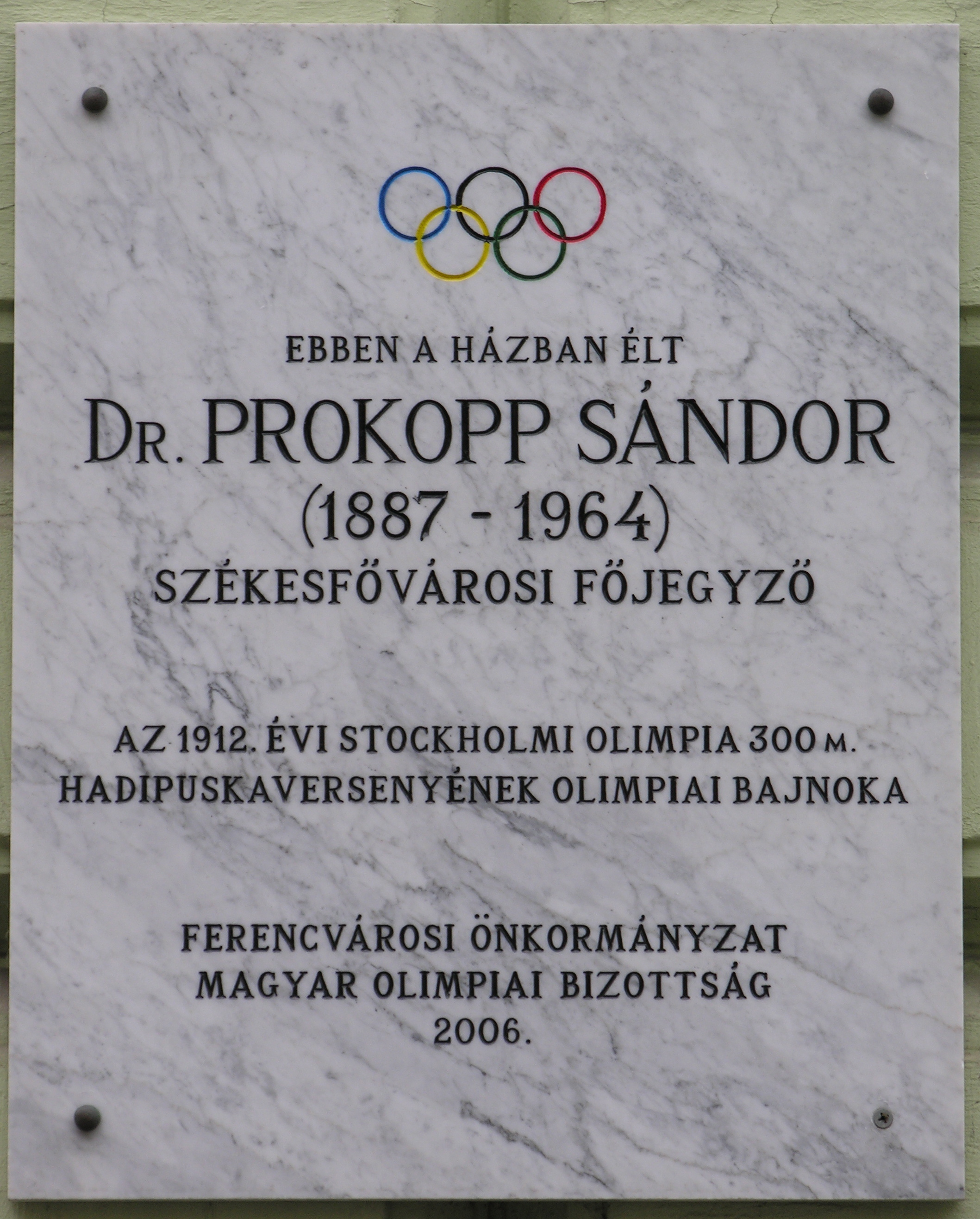
Prokopp Sándor emléktáblája egykori lakhelyén, a Ráday utca 52. szám alatt
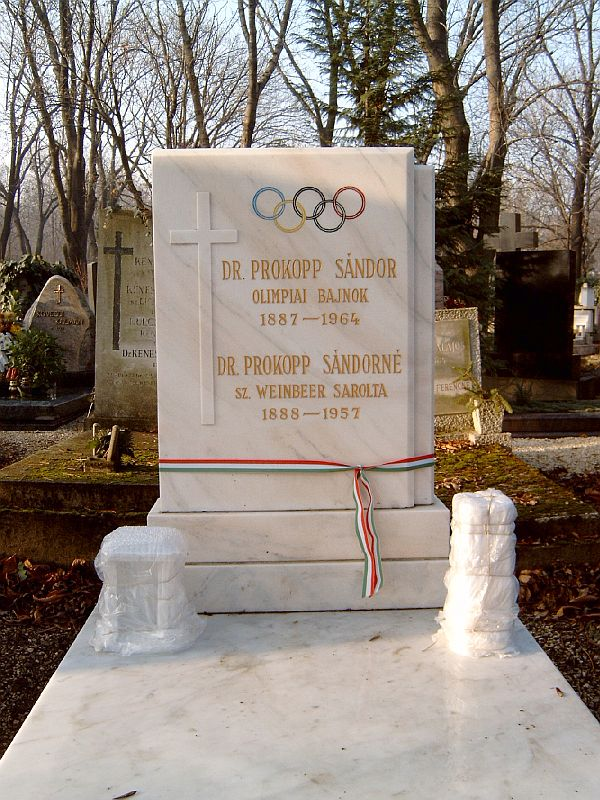
Prokopp Sándor sírja Budapesten. Farkasréti temető: 33/2-1-8.